# Yuksporite
La yuksporite è un minerale.